# فرودگاه گابریل وارگس سانتس
فرودگاه گابریل وارگس سانتس (به انگلیسی: Gabriel Vargas Santos Airport) یک فرودگاه همگانی با کد یاتا TME است که یک باند فرود آسفالت دارد و طول باند آن ۲۰۰۰ متر است. این فرودگاه در کشور کلمبیا قرار دارد و در ارتفاع ۳۲۰ متری از سطح دریا واقع شده‌است.

## شرکت‌های هواپیمایی و مقصدهای پروازی
| شرکت‌های هواپیمایی | مقصدهای پروازی              |
| ----------------- | --------------------------- |
| ساتنا             | ال دورادو، لوس کولونیزادورس |